# Лінкольнвілл (Південна Кароліна)
Лінкольнвілл (англ. Lincolnville) — місто (англ. town) в США, в округах Чарлстон і Дорчестер штату Південна Кароліна. Населення — 1147 осіб (2020).

## Географія
Лінкольнвілл розташований за координатами 33°0′28″ пн. ш. 80°9′22″ зх. д. / 33.00778° пн. ш. 80.15611° зх. д. (33.007737, -80.156078).  За даними Бюро перепису населення США в 2010 році місто мало площу 3,08 км², уся площа — суходіл.

## Демографія
Згідно з переписом 2010 року, у місті мешкало 1139 осіб у 430 домогосподарствах у складі 272 родин. Густота населення становила 370 осіб/км².  Було 460 помешкань (149/км²).
Расовий склад населення:
| - 48,5 % — чорних або афроамериканців - 44,6 % — білих - 0,4 % — корінних американців - 0,2 % — азіатів - 3,9 % — осіб інших рас |

До двох чи більше рас належало 2,5 %. Частка іспаномовних становила 6,0 % від усіх жителів.
За віковим діапазоном населення розподілялося таким чином: 24,2 % — особи молодші 18 років, 60,2 % — особи у віці 18—64 років, 15,6 % — особи у віці 65 років та старші. Медіана віку мешканця становила 39,0 року. На 100 осіб жіночої статі у місті припадало 91,8 чоловіків;  на 100 жінок у віці від 18 років та старших — 84,4 чоловіків також старших 18 років.
Середній дохід на одне домашнє господарство  становив 41 632 долари США (медіана — 37 750), а середній дохід на одну сім'ю — 50 515 доларів (медіана — 41 149). Медіана доходів становила 40 645 доларів для чоловіків та 37 014 долари для жінок. За межею бідності перебувало 22,3 % осіб, у тому числі 29,7 % дітей у віці до 18 років та 15,5 % осіб у віці 65 років та старших.
Цивільне працевлаштоване населення становило 439 осіб. Основні галузі зайнятості: роздрібна торгівля — 15,7 %, науковці, спеціалісти, менеджери — 13,2 %, будівництво — 12,5 %.